# Johns Hopkins

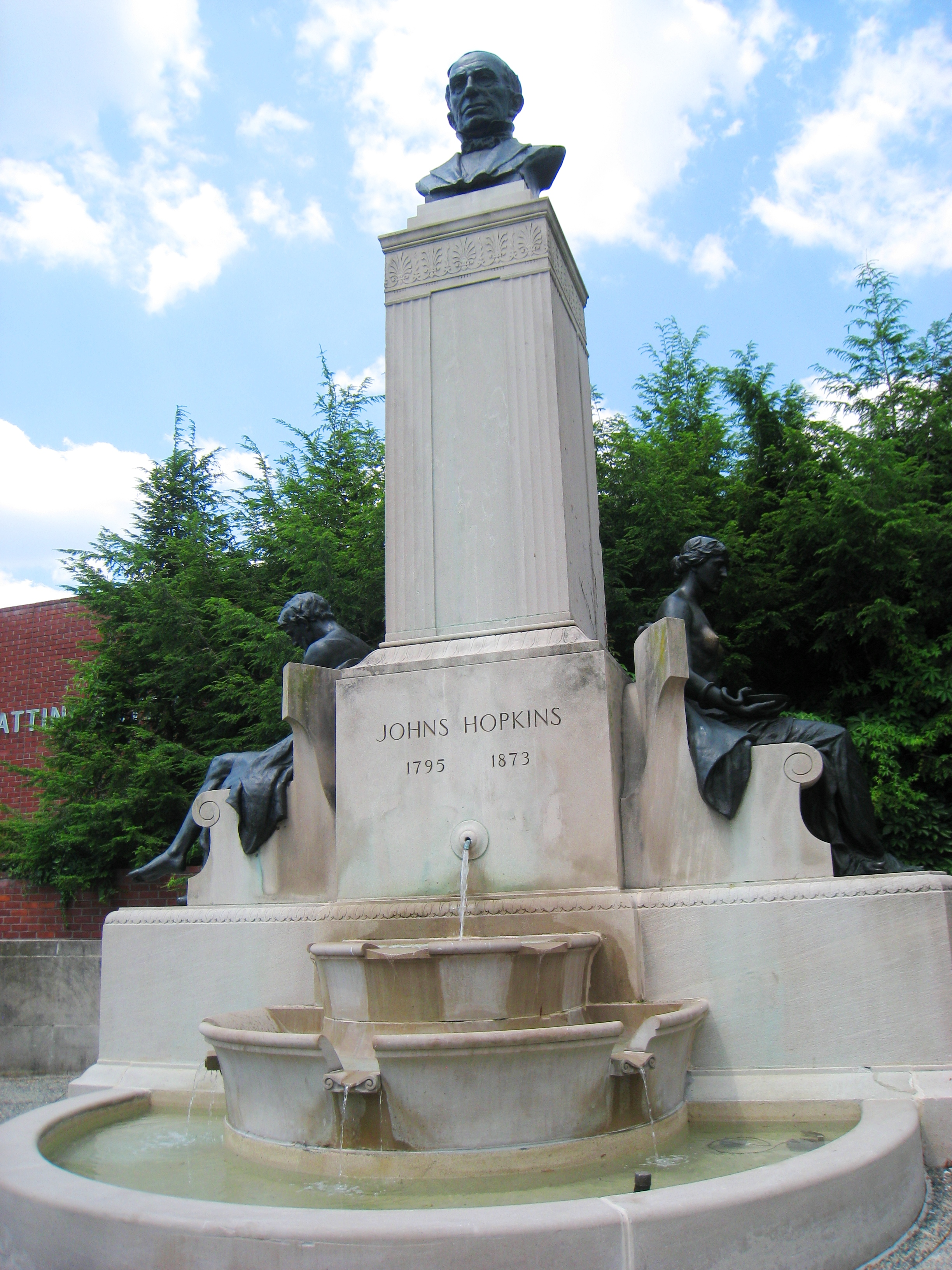
Johns Hopkins - pomnik

Johns Hopkins (ur. 19 maja 1795, zm. 24 grudnia 1873 w Baltimore) – amerykański przemysłowiec, główny fundator znanego prywatnego Uniwersytetu Johnsa Hopkinsa i szpitala jego imienia.